# 어디로 가야하나
"어디로 가야하나"는 1972년 공개된 대한민국의 영화이다.

## 배역
- 윤정희
- 최무룡